# 60S-рибосомний білок L6
60S-рибосомний білок L6 (англ. Ribosomal protein L6) – білок, який кодується геном RPL6, розташованим у людей на короткому плечі 12-ї хромосоми.  Довжина поліпептидного ланцюга білка становить 288 амінокислот, а молекулярна маса — 32 728.
| 10         |  | 20         |  | 30         |  | 40         |  | 50         |
| ---------- |  | ---------- |  | ---------- |  | ---------- |  | ---------- |
| MAGEKVEKPD |  | TKEKKPEAKK |  | VDAGGKVKKG |  | NLKAKKPKKG |  | KPHCSRNPVL |
| VRGIGRYSRS |  | AMYSRKAMYK |  | RKYSAAKSKV |  | EKKKKEKVLA |  | TVTKPVGGDK |
| NGGTRVVKLR |  | KMPRYYPTED |  | VPRKLLSHGK |  | KPFSQHVRKL |  | RASITPGTIL |
| IILTGRHRGK |  | RVVFLKQLAS |  | GLLLVTGPLV |  | LNRVPLRRTH |  | QKFVIATSTK |
| IDISNVKIPK |  | HLTDAYFKKK |  | KLRKPRHQEG |  | EIFDTEKEKY |  | EITEQRKIDQ |
| KAVDSQILPK |  | IKAIPQLQGY |  | LRSVFALTNG |  | IYPHKLVF   |  |            |

A: Аланін

C: Цистеїн

D: Аспарагінова кислота

E: Глутамінова кислота

F: Фенілаланін

G: Гліцин

H: Гістидин

I: Ізолейцин

K: Лізин

L: Лейцин

M: Метіонін

N: Аспарагін

P: Пролін

Q: Глутамін

R: Аргінін

S: Серин

T: Треонін

V: Валін

Цей білок за функціями належить до рибонуклеопротеїнів, рибосомних білків. 